# Vandijkophrynus amatolicus
Vandijkophrynus amatolicus es una especie de anfibio anuro de la familia de sapos Bufonidae.
Es endémica de la Provincia Oriental del Cabo (Sudáfrica). Su hábitat natural son las zonas tropicales o subtropicales de gran altitud, pastizales y pantanos intermitentes de agua dulce. Está amenazado por pérdida de hábitat.